# Meilhards
Meilhards é uma comuna francesa na região administrativa da Nova Aquitânia, no departamento de Corrèze. Estende-se por uma área de 44,99 km². Em 2010 a comuna tinha 551 habitantes (densidade: 12,2 hab./km²).